# Сердце — одинокий охотник (фильм)
«Сердце — одинокий охотник» (англ. The Heart Is a Lonely Hunter) — американский фильм-драма 1968 года, снятый режиссёром Робертом Эллисом Миллером по мотивам одноимённого романа Карсон Маккаллерс. Две номинации на премию «Оскар»: лучшая мужская роль (Алан Аркин) и лучшая женская роль второго плана (Сондра Локк).

## Сюжет
Джон Сингер — добрый и милый молодой человек, бесконечно одинокий из-за своей глухонемоты. Единственный друг Джона — толстяк и сладкоежка-клептоман Спирос. Из-за его постоянно мелкого воровства Спироса отправляют в психиатрическую лечебницу. Сингер перебирается в небольшой городок на Юге, дабы быть ближе к своему приятелю. Он находит работу и арендует комнату в доме мистера и миссис Келли, которые испытывают финансовые трудности в результате недавней травмы бедра мистера Келли. Там он знакомится с их дочерью, юной Мик. Девушка возмущена новым постояльцем родителей, занявшим часть её жилого пространства. Но Джон делает всё возможное, чтобы наладить с ней контакт.

## В ролях
- Алан Аркин — Джон Сингер
- Сондра Локк — Мик Келли
- Лоринда Баррет — миссис Келли
- Бифф МакГуайр[англ.] — мистер Келли
- Стейси Кич — Блаунт
- Анна Ли Кэрролл[англ.] — няня Брэдфорд[2]
- Перси Родригес[англ.] — доктор Коупленд
- Чак МакКанн — Спирос Антанопулос
- Сисели Тайсон — Портия
- Питер Мамакос — Чарльз

## Награды и номинации
Оскар
- Лучшая мужская роль (Алан Аркин) — номинация[3]
- Лучшая женская роль второго плана (Сондра Локк) — номинация[4]

Золотой глобус
- Лучший фильм-драма — номинация
- Лучшая мужская роль-драма (Алан Аркин) — номинация
- Лучшая женская роль второго плана (Сондра Локк) — номинация
- Лучший дебют актрисы (Сондра Локк) — номинация

New York Film Critics Circle
- Лучшая мужская роль (Алан Аркин) — победа

Премия Гильдии сценаристов США
- Лучший адаптированный сценарий-драма (Томас С. Райан) — номинация

Laurel Awards
- Лучшая операторская работа (Джеймс Ванг Хоу) — победа
- Лучшая женская роль второго плана (Сондра Локк) — победа (2-я премия)
- Лучший дебют актрисы (Сондра Локк) — номинация

Лучшая музыка в американских фильмах за 100 лет по версии AFI
- 2005 — номинация[5]